# Hugo von Kayser
Hugo Max von Kayser (* 15. Juni 1873 in Koblenz; † 23. September 1949 in Braunschweig) war ein deutscher General der Kavallerie der Reichswehr.

## Leben

### Herkunft
Hugo war ein Sohn des preußischen Oberst Edwin von Kayser (1836–1887) und dessen Ehefrau Klara, geborene von Ulrici (1848–1921). Sein Vater war am 14. August 1864 in den erblichen preußischen Adelsstand erhoben worden.

### Militärkarriere
Kayser trat am 24. Februar 1890 als Fahnenjunker in das Husaren-Regiment „von Zieten“ (Brandenburgisches) Nr. 3 der Preußischen Armee in Rathenow ein und avancierte Mitte September 1891 zum Sekondeleutnant. Ende Januar 1897 wurde er in das 1. Hessische Husaren-Regiment Nr. 13 nach Frankfurt am Main versetzt und fungierte von November 1897 bis Anfang April 1902 als Regimentsadjutant. Seine Regimentschef, der italienische König Viktor Emanuel III., zeichnete ihn mit dem Ritterkreuz des Ritterordens der hl. Mauritius und Lazarus und des Ordens der Krone von Italien aus. Mit der Uniform seines Regiments war Kayser zunächst als Oberleutnant, ab Mitte September 1904 als Rittmeister Adjutant der 4. Kavallerie-Brigade in Bromberg. Anschließend folgte am 18. August 1905 seine Versetzung als Eskadronchef in das Thüringische Husaren-Regiment Nr. 12 in Torgau. Unter Beförderung zum Major wurde er am 22. April 1912 zum Adjutanten der 1. Kavallerie-Inspektion in Posen ernannt. Vom 18. April 1913 bis zum 30. September 1913 war Kayser beim Stab des Husaren-Regiments „von Zieten“ (Brandenburgisches) Nr. 3 und fungierte anschließend als Kommandeur der Offizier-Reitschule in Paderborn.
Mit Ausbruch des Ersten Weltkriegs wurde Kayser zunächst zum Kommandeur des Reserve-Husaren-Regiments Nr. 5 ernannt und nahm im Verbund mit der 13. Reserve-Division an den Kämpfen an der Westfront teil. Im Jahr darauf befehligte er das Ulanen-Regiment „Kaiser Alexander II. von Rußland“ (1. Brandenburgisches) Nr. 3, war vom 15. April bis zum 4. Mai 1916 Kommandeur des Reserve-Husaren-Regiments Nr. 5 und anschließend Kommandeur des Reserve-Infanterie-Regiments Nr. 16. Nachdem Kayser bereits beide Klassen des Eisernen Kreuzes erhalten hatte, wurde ihm Ende Mai 1918 das Ritterkreuz des Königlichen Hausordens von Hohenzollern mit Schwertern verliehen. Als Oberstleutnant wurde er Mitte Januar 1918 zum Kommandeur des Husaren-Regiments „von Zieten“ (Brandenburgisches) Nr. 3 ernannt. Daran schloss sich ab dem 1. August 1918 eine Verwendung als Kommandeur des Kavallerie-Schützen-Kommandos 14 an der Westfront an und in dieser Stellung wurde Kayser am 3. September 1918 schwer verwundet.
Das Kriegsende erlebte Kayser im Lazarett. Nach seiner Gesundung erhielt er Mitte Februar 1919 wieder das Kommando über das Husaren-Regiment „von Zieten“ (Brandenburgisches) Nr. 3 und wurde nach der Auflösung des Verbandes am 1. August 1919 zur Dienstleistung beim Kriegsministerium kommandiert. Zum 1. Oktober 1919 erfolgte mit der Ernennung zum Chef des Stabes der Inspektion der Kavallerie seine Versetzung in das Ministerium. Mit Rangdienstalter vom 1. Oktober 1920 wurde Kayser am 18. Dezember 1920 zum Oberst befördert. Von Oktober 1921 bis Ende Dezember 1925 war er Kommandeur der Kavallerieschule der Reichswehr in Hannover, stieg in dieser Eigenschaft zum Generalmajor auf und wurde anschließend Kommandeur der 2. Kavallerie-Division in Breslau. Am 1. Oktober 1926 wechselte Kayser mit der Ernennung zum Inspekteur der Kavallerie erneut in das Reichswehrministerium und avancierte am 1. Februar 1927 zum Generalleutnant. Unter Beförderung zum General der Kavallerie wurde er schließlich am 1. Dezember 1929 zum Oberbefehlshaber des Gruppenkommandos 2 mit Sitz in Kassel ernannt. Am 30. November 1931 trat Kayser mit der Erlaubnis zum Tragen der Uniform des 3. (Preußisches) Reiter-Regiments in den Ruhestand.
Er war Ehrenritter des Johanniterordens.

### Familie
Kayser hatte sich am 5. Juni 1897 in Lauenburg/Elbe mit Ilse Brinkmann (* 1877) verheiratet, von der er sich später aber scheiden ließ. Er heiratete daraufhin am 18. August 1927 in Berlin Gertrud von Willert, geschiedene von Klitzing (* 1881). Aus der ersten Ehe gingen die Kinder Edwin (* 1899), Margarete (* 1901) und Bruno-Heinz (* 1904) hervor.